# Ssssh
Ssssh is het derde studioalbum van de Britse rock- en bluesband Ten Years After en is uitgebracht in augustus 1969, kort na het Woodstock festival waar de band veel succes heeft geboekt.

## Muzikanten
- Alvin Lee – zang, gitaar
- Leo Lyons – basgitaar
- Ric Lee – drums
- Chick Churchill – keyboards

## Muziek
Op dit album speelt Ten Years After diverse vormen van rock en blues. Alle nummers zijn geschreven door zanger/gitarist Alvin Lee, behalve Good morning little schoolgirl dat geschreven is door de Amerikaanse blueszanger Sonny Boy Williamson (1912 – 1965). De meeste nummers op dit album zijn vrij stevig en het karakteristieke vingervlugge gitaarspel van Alvin Lee speelt een belangrijke rol (bijvoorbeeld in het bluesnummer  I woke up this morning  en de rocknummers Bad scene en Good morning little schoolgirl). Er zitten soms elektronische, psychedelische geluidseffecten verwerkt in de muziek. Die geluidseffecten zijn, net als bij het vorige album Stonedhendge, verzorgd door Roy Baker.
| Nr. | Titel                                                 | Duur |
| --- | ----------------------------------------------------- | ---- |
| 1.  | Bad Scene (Alvin Lee)                                 | 3:30 |
| 2.  | Two time mama (Alvin Lee)                             | 2:02 |
| 3.  | Stoned woman (Alvin Lee)                              | 3:30 |
| 4.  | Good morning little schoolgirl (Sonny Boy Williamson) | 7:01 |

| Nr. | Titel                                                | Duur |
| --- | ---------------------------------------------------- | ---- |
| 1.  | If you should love me (Alvin Lee)                    | 5:27 |
| 2.  | I don’t know that you don’t know my name (Alvin Lee) | 2:02 |
| 3.  | The stomp (Alvin Lee)                                | 4:35 |
| 4.  | I woke up this morning (Alvin Lee)                   | 5:30 |

## Album
Dit album is opgenomen in juni 1969 in de Morgan Studios in Londen, waar ook opnames zijn gemaakt van onder anderen Blind Faith, Led Zeppelin en Jethro Tull. Het is geproduceerd door Chris Wright, samen met Alvin Lee en geluidstechnicus Andy Johns. Sinds 1988 is dit album ook op cd uitgebracht.

## Ontvangst
Het album was succesvol zowel in Groot-Brittannië (waar het een vierde plek behaalde in de albumlijst) als in de Verenigde Staten (een twintigste plek). Dat succes was mede te danken aan het optreden van Ten Years After op het Woodstock Festival in augustus 1969, waar ze onder anderen een uitgebreide versie speelden van het rocknummer I'm going home. Van dit festival werden film- en geluidsopnames gemaakt die de hele wereld over gingen en die de band veel succes opleverden. Jim Newsom van AllMusic schreef in zijn recensie over dit album: "Ssssh marked the beginning of the band's two-year run of popularity on the U.S. album charts and in the underground FM-radio scene."